# Гуштингири
Гушти́н (тадж. куштӣ ‘борьба’ < пехл. kustīg ‘пояс’ от пехл. kust «сторона», «бок») — традиционная национальная таджикская борьба, в которой противники держат друг друга за пояс. 
Ведётся, как правило, в национальном халате с мягким поясом. Элементы захвата могут выполняться за любое место, будь то пояс, рукав или отворот халата. Захваты ниже пояса не разрешены, однако допускаются броски через ноги.
Гуштин имеет очень древнюю историю — более 3000 лет.
В дни соревнований, по традиции, первые схватки начинают дети, затем подростки, и только потом на ковёр выходят именитые спортсмены, которых называют по-тадж. паҳлавон — богатырями.